# Tiantai
Tiantai (kineski i japanski: 天台宗; pinjin: tiāntái zōng) je uticajna škola budizma sa brojnim sledbenicima u Kini, Japanu, Koreji i Vijetnamu. Ogranak ove škole u Japanu se naziva Tendai, a u Koreji Cheontae. Tiantai se takođe naziva "Lotusova škola", s obzirom da joj doktrinarni temelj čini Lotusova sutra.
Tiantai se smatra jednom od najsveobuhvatnijih, ali i najrazgranatijih škola kineskog budizma. Tiantai je postala jednom od vodećih škola kineskog budizma za vreme dinastije Tang, s brojnim velikim hramovima koje su podržavali carevi i bogati pokrovitelji, hiljadama monaha i milionima sledbenika.

## Istorija
Tientai škola nazvana je prema svetoj planini Tientai šan, na kojoj je Dži Ji (538-597) meditirao i sistematizovao školu koju je osnovao Hui Si (515-576). Za njega se kaže da je organizovao tekstove, učenja i meditativne prakse, koji su u Kinu stigli u neredu, i to prema sistemu gradacije zasnovanom na onome što se pretpostavljalo da je redosled kojim ih je podučavao Buda.

## Učenje
Prema predaji Tientai škole, Buda je posle probuđenja Buda uzvišeno učenje prvo izložio božanstvima, a potom preneo jednostavnije učenje ljudima. Prema ovome, prvog je podučavao huajan školu, a onda je sledilo hinajana učenje o četiri istine, potom mahajana učenje o praznini.
Konačno, Buda je najdublje učenje mahajane, zaokruženo ili savršeno učenje, otkrio u Lotos i Nirvana sutri. Krajnja vizija jeste „yi nian san qian“ („tri hiljade svetova u jednoj misli“, doslovno, „jedna misao, tri hiljade“). Tri hiljade svetova jesu suma stvarnosti: deset međusobno prožimajućih svetova preporađanja (sto svetova) svaki sa deset osobina (hiljadu svetova) i tri vida (tri hiljade svetova). Jedna misao jeste večna sadašnjost meditirajućeg uma.
Ovaj sistem razraden je kroz povezivanje različitih meditativnih praksi sa svakim od nivoa učenja i povlačenjem razlike između metoda od četiri učenja (iznenadno, postepeno, tajno i promenljivo) i četiri tipa učenja (hinajana, zajednička hinajana i mahajana, bodisatva i savršeno), čineći tako potpuni program učenja i prakse.

## Literatura
- Foundations of T'ien-T'ai Philosophy, Paul L. Swanson, Asian Humanities Press, California. 1989.  978-0-89581-919-2..
- Brook Ziporyn. Tiantai School in Encyclopedia of Buddhism, Robert E. Buswell, Ed., McMillan USA, New York, NY. 2004.  978-0-02-865910-7..
- Brook Ziporyn. Being and Ambiguity: Philiosophical Experiments with Tiantai Buddhism, OpenCourt, Illinois. 2004.  978-0-8126-9542-7..
- Kembridžova ilustrovana istorija religije, Stylos, Novi Sad. 2006.  978-86-7473-281-6..